# 倭大国魂神
倭大国魂神（やまとのおおくにたまのかみ）は、日本神話に登場する神。

## 概要
『日本書紀』のみに登場し、他に日本大国魂神とも表記する。大和神社（奈良県天理市）の祭神として有名。
『日本書紀』の崇神天皇6年の条に登場する。宮中に天照大神と倭大国魂の二神を祭っていたが、天皇は二神の神威の強さを畏れ、宮の外で祀ることにした。天照大神は豊鍬入姫命に託して大和の笠縫邑に祭った。倭大国魂は渟名城入姫命に預けて祭らせたが、髪が落ち、体が痩せて祀ることができなかった。
その後、大物主神を祭ることになる件が書かれている。
同年8月7日、倭迹迹日百襲姫命・大水口宿禰・伊勢麻績君の夢の中に大物主神が現れ、「大田田根子命を大物主神を祀る祭主とし、倭国造の市磯長尾市（いちしのながおち）を倭大国魂神を祀る祭主とすれば、天下は平らぐ」と言った。同年11月13日、大田田根子を大物主神を祀る祭主に、長尾市を大国魂神を祀る祭主にした。
これらの記事からも、豊鍬入姫命が祖神の天照大御神を祀り、意富多々根古が祖神の大物主神を祀ったように、倭大国魂神が倭国造の祖神であったことがわかる。

## 考証
この神の出自は書かれていない。大国主神の別名の一つに「大国魂大神」があることから、倭大国魂神は大国主神と同神とする説がある。『大倭神社注進状』では、大己貴神（大国主神）の荒魂であるとしている。また倭国造やその同族である久比岐国造の支流・青海首が祀った。しかし、本居宣長の『古事記伝』では、この神を大国主神と同一神とする説を否定している。神名から大和国の地主神とする説もある。

## 祀る神社
- 大和神社（奈良県天理市新泉町）式内名神大社
- 大和大國魂神社（兵庫県南あわじ市榎列上幡多）式内名神大社
- 倭大国魂神社（徳島県美馬市美馬町）式内小社
- 青海神社（新潟県加茂市大字加茂）式内小社